# Medzany
Medzany (ungarisch Megye) ist eine Gemeinde im Osten der Slowakei mit 1095 Einwohnern (Stand 31. Dezember 2024) im Okres Prešov, einem Teil des Prešovský kraj, und wird zur traditionellen Landschaft Šariš gezählt.

## Geographie

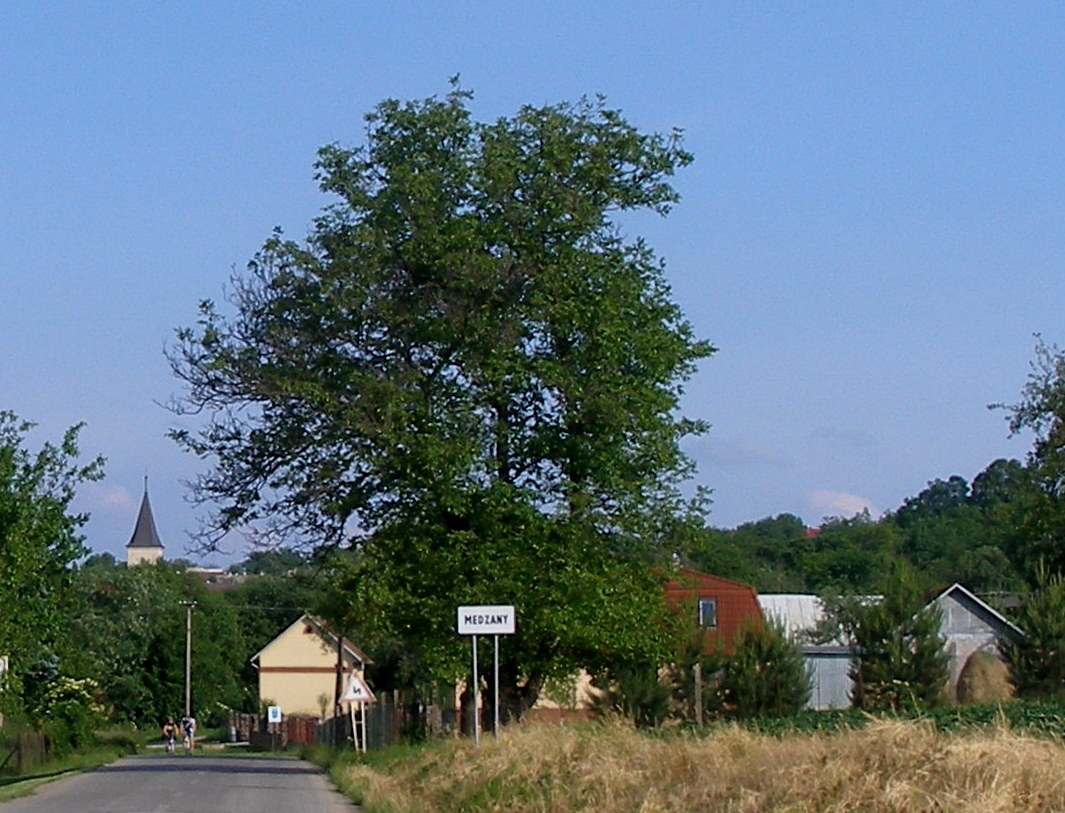
Ortseingang

Die Gemeinde befindet sich im Bergland Šarišská vrchovina im Tal der Torysa. Das Ortszentrum liegt auf einer Höhe von 320 m n.m. und ist fünf Kilometer von Veľký Šariš sowie 12 Kilometer von Prešov entfernt.
Nachbargemeinden sind Šarišské Michaľany im Norden, Veľký Šariš im Osten, Malý Šariš m Süden, Župčany im Südwesten, Svinia im Westen und Ostrovany im Nordwesten.

## Geschichte

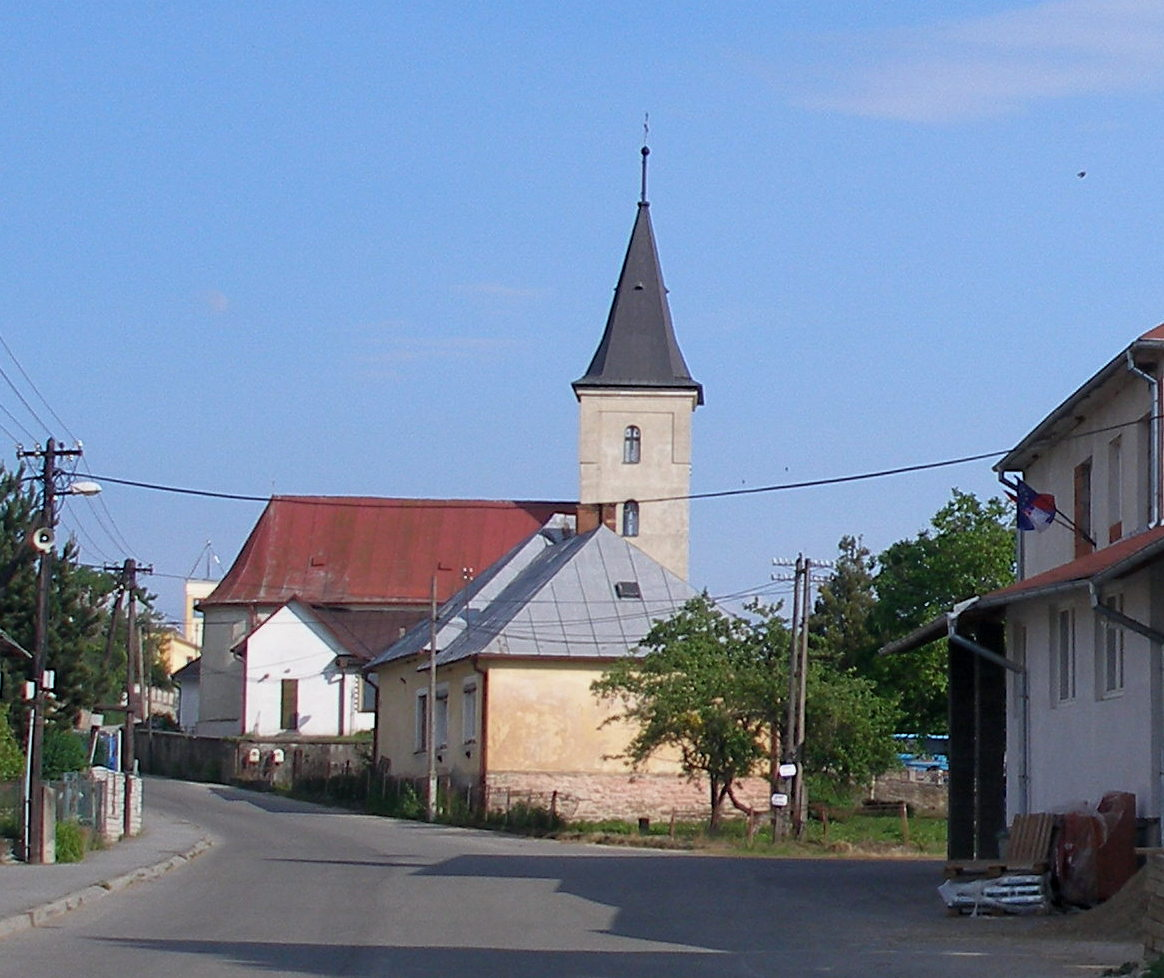
Ortskirche

Medzany wurde zum ersten Mal 1248 als Megyepotoka schriftlich erwähnt und hatte zu diesem Zeitpunkt schon eine Pfarrei und eine Kirche. Bis 1439 lag das Dorf im Herrschaftsgebiet der nahen Burg Scharosch. 1427 wurden in einem Steuerverzeichnis 19 Porta verzeichnet. 1787 hatte die Ortschaft 58 Häuser und 380 Einwohner, 1828 zählte man 78 Häuser und 582 Einwohner, die als Landwirte, Waldarbeiter sowie als Korbmacher und Ölpresser beschäftigt waren.
Bis 1918/1919 gehörte der im Komitat Sáros liegende Ort zum Königreich Ungarn und danach zur Tschechoslowakei beziehungsweise heute Slowakei.

## Bevölkerung
| Jahr                | 1994 | 2004  | 2014     | 2024     |
| ------------------- | ---- | ----- | -------- | -------- |
| Anzahl der Personen | 525  | 609   | 815      | 1095     |
| Unterschied         |      | +16 % | +33,82 % | +34,35 % |

| Jahr                | 2023 | 2024    |
| ------------------- | ---- | ------- |
| Anzahl der Personen | 1065 | 1095    |
| Unterschied         |      | +2,81 % |

Nach der Volkszählung 2011 wohnten in Medzany 730 Einwohner, davon 715 Slowaken und zwei Roma. 23 Einwohner machten keine Angabe zur Ethnie.
505 Einwohner bekannten sich zur römisch-katholischen Kirche, 137 Einwohner zur Evangelischen Kirche A. B., 18 Einwohner zu den Brethren, 12 Einwohner zur griechisch-katholischen Kirche, acht Einwohner zur orthodoxen Kirche, fünf Einwohner zur apostolischen Kirche und drei Einwohner zur evangelisch-methodistischen Kirche; ein Einwohner bekannte sich zu einer anderen Konfession. 17 Einwohner waren konfessionslos und bei 29 Einwohnern wurde die Konfession nicht ermittelt.

## Bauwerke und Denkmäler
- römisch-katholische Allerheiligenkirche im klassizistischen Stil aus dem Jahr 1810